# Portrait d'Isabelle d'Espagne
Le Portrait d'Isabelle d'Espagne est une peinture à l'huile sur toile (128,5 × 99,5 cm), réalisée en 1632 par le peintre espagnol Diego Vélasquez. Elle est conservée au Kunsthistorisches Museum de Vienne.

## Description
Le portrait représente Isabelle d'Espagne, fille du roi de France Henri IV et de Marie de Médicis, épouse du prince Philippe de Habsbourg. Vélasquez l'a peinte à plusieurs reprises, entre 1631 et 1633.